# Bonnie Tyler
Bonnie Tyler (anglès: Gaynor Sullivan)  (Skewen, 8 de juny de 1951), nascuda Gaynor Hopkins, és una cantant gal·lesa de música pop i rock. Posseïdora d'una veu molt característica, com ronca o esquerdada, se l'ha considerat sovint l'equivalent femení de Rod Stewart. Tyler va guanyar protagonisme amb el llançament del seu àlbum de 1977 The World Starts Tonight i els seus senzills Lost in France i More Than a Lover. El seu single de 1978 It's a Heartache va arribar al número quatre del UK Singles Chart, i al número tres dels EUA Billboard Hot 100.
Als anys vuitanta, Tyler es va aventurar en la música rock amb el compositor i productor Jim Steinman. Va escriure el major èxit de Tyler Total Eclipse of the Heart, el senzill principal del seu àlbum Faster Than the Speed of Night de 1983 al Regne Unit. Steinman també va escriure el gran èxit de Tyler dels anys vuitanta Holding Out for a Hero. Va tenir èxit a l'Europa continental durant la dècada de 1990 amb Dieter Bohlen, qui va escriure i produir el seu èxit Bitterblue. El 2003, Tyler va tornar a gravar Total Eclipse of the Heart amb la cantant Kareen Antonn. El seu duet bilingüe, titulat Si demain ... (Turn Around), va encapçalar les llistes franceses.
El març de 2013 la BBC va anunciar que Tyler seria la representant del Regne Unit al concurs d'Eurovisió de 2013 a Malmö, Suècia, que es va incloure a Rocks and Honey. Després de reunir-se amb el productor David Mackay, va llançar Between the Earth and the Stars (2019) i The Best Is Yet to Come (2021).
Tant It's a Heartache com Total Eclipse of the Heart es troben entre els més venuts de tots els temps, amb unes vendes superiors als sis milions cadascun. El seu treball li ha valgut tres nominacions al Premis Grammy i tres nominacions als Brit Awards, entre altres reconeixements.

## Discografia

### Discs d'estudi
- The Best Is Yet to Come (2021)
- Between the Earth and the Stars (2019)
- Rocks and Honey (2013)
- Wings (2005)
- Simply Believe (2004)
- Heart Strings (2003)
- All In One Voice (1998)
- Free Spirit (1995)
- Silhouette In Red (1993)
- Angel Heart (1992)
- Bitterblue (1991)
- Hide Your Heart (1988)
- Secret Dreams and Forbidden Fire (1986)
- Faster Than the Speed of Night (1983)
- Goodbye To the Island (1981)
- Diamond Cut (1979)
- Natural Force (1978)
- The World Starts Tonight (1977)

### Discs en viu
- Bonnie Tyler Live Europe Tour 2006-2007 (2018)
- Live in Germany 1993 (2011)
- Bonnie Tyler Live (2006)